# Gullinbursti

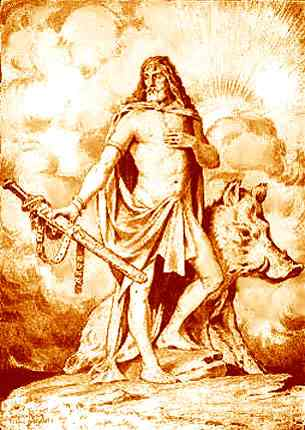
Frey s kancem Gullinbursti

Gullinbursti (což znamená zlaté štětiny či zlatá hříva) je zlatý kanec v severské mytologii. Jeho štětiny mají vydávat takovou zář, že kudy poběží, nikdy nenastane noc ani ve světě temnot.
Byl vytvořen trpaslíky Brokkem a Sindrim, bratry, v rámci sázky s bohem Lokim. Byl to dárek pro boha Freye, který na něm mohl jezdit po nebi, zemi i po vodě, aniž by jej jakéhokoli zvíře (snad kromě Ódinova hřebce Sleipniho) dokázalo dohnat. Za Gullinbursta mohl Frey také zapřáhnout vůz, což učinil, když jel na pohřeb boha Baldra, syna Ódina a Frigg. Druhou příležitostí, kdy má vůz použít, je ragnarök.